# 维维亚娜·容布卢特
维维亚娜·艾歇尔贝格尔·容布卢特（葡萄牙語：Viviane Eichelberger Jungblut，1996年6月29日—）生于阿雷格里港，是一名巴西女子游泳运动员，主攻中长距离自由泳，曾就读于南里奥格兰德联邦大学。她在童年时便开始接触游泳，当时她的哥哥在Gremio Nautico Uniao练习游泳，她在看他训练后，也同样想练习游泳。她的妹妹Cibele同样也是一名游泳运动员。维维亚娜是巴西空军部队的成员，截至2022年时军衔为中士。